# Peetie Wheatstraw
Peetie Wheatstraw (1902-1941), de son vrai nom William Bunch, est un pianiste et chanteur de blues américain, né à Ripley, au Tennessee et décédé à  East Saint Louis, dans l'Illinois.

## Biographie
Le pseudonyme de « Peetie Wheatstraw », que William Bunch prend, fait référence à un personnage du folklore afro-américain, la moitié maléfique d'une personnalité double. On le nomme aussi « le beau-frère du diable » ou « le haut shériff de l'Enfer ». Ce personnage de Peetie Wheatstraw est décrit dans l'œuvre de Ralph Ellison. Cette auto-représentation sulfureuse rappelle celle de Robert Johnson et de Tommy Johnson. Bunch prétend comme eux s'être perdu au carrefour (Crossroads) et avoir vendu son âme au prince des Ténèbres.
La biographie de Wheatstraw est très lacunaire. Peu est connu de sa vie. Il arrive en 1929 à East Saint Louis. Il y meurt en 1941, alors que, embarqués dans une voiture, lui et ses compagnons tentent de battre à la course un train en franchissant la voie ferrée.

## Carrière
William Bunch arrive en 1929 à East Saint Louis. Il devient vite célèbre à Chicago et enregistre pour les disques Bluebird puis pour Decca. Il enregistre 175 faces, un chiffre extraordinaire pour un bluesman des années 1930 et qui montre la popularité dont il jouissait dans tout le pays.
La postérité a été plus dure avec Wheatstraw. Les critiques du blues ont jugé souvent sa musique comme étant pauvre et répétitive. Il peut être aussi vu comme celui qui amena le blues rural dans le monde urbain, permettant les développements ultérieurs de cette musique.